# براندلامورن
براندلامورن (بالإنجليزية: Brandlammhorn)‏ هو أحد جبال سلسلة جبال الألب البرنية وجزء من القمة الأم فينستيرارون يقع في كانتون برن، سويسرا. يبلغ ارتفاع الجبل حوالي 3108 متر، بينما يبلغ ارتفاع نتوء الجبل 111 متر.